# Sphenoptera bilyi
Sphenoptera bilyi es una especie de escarabajo del género Sphenoptera, familia Buprestidae. Fue descrita científicamente por Bellamy en 1998.

## Distribución
Habita en la región afrotropical.